# Kisvarsány megállóhely
Kisvarsány megállóhely egy vasúti megállóhely a Szabolcs-Szatmár-Bereg vármegyei Kisvarsány településen, a MÁV üzemeltetésében. A belterület északnyugati szélén helyezkedik el, a 4115-ös út mellett, közel a nagyvarsányi határhoz, ami által könnyen kiszolgálja az utóbbi település lakóit is.

## Vasútvonalak
A megállóhelyet az alábbi vasútvonalak érintik:
- Mátészalka–Záhony-vasútvonal

## Kapcsolódó állomások
A megállóhelyhez az alábbi állomások vannak a legközelebb:
- Vásárosnamény vasútállomás (Mátészalka–Záhony-vasútvonal)
- Gyüre megállóhely (Mátészalka–Záhony-vasútvonal)

## Forgalom
| Járat        | Útvonal | Gyakoriság   |
| ------------ | --- | ------------ |
| személyvonat | Tiborszállás – Nagyecsed – Nyírcsaholy – Mátészalka – Ópályi – Nagydobos – Vitka – Vásárosnamény – Kisvarsány – Gyüre – Aranyosapáti – Újkenéz – Tornyospálca – Mándok – Eperjeske alsó – Záhony | 2-4 óránként |